# Horná Studená Voda
Horná Studená Voda a Dolná Studená Voda jsou vodní nádrže, které se nacházejí v katastru obce Borský Svätý Jur, okrese Senica. Vybudovány byly v roce 1963 jako výplň těžebních pískových jam, vyhloubených na původních vlhkých loukách. Vodní nádrže sloužily jako zásobníky vody pro zavlažování zemědělských pozemků. Později se využívaly i pro rekreační účely a pro intenzivní chov ryb. Obě nádrže jsou propojeny redukovaným kanálem o délce 370 m.
Od roku 1981 do roku 1992 patřily tyto nádrže do správy chovu ryb Stupava (dříve Státní rybářství Stupava) a měly statut chovných rybníků. Vypouštění dolní nádrže se uskutečňovalo každý druhý rok a horní jednou ročně při výlovu ryb. Horní nádrž, kterou naposledy vypustili v roce 1986, získala statut sportovního rybníka v roce 1988. Dolní nádrž měla tento status až do roku 1992.
Akumulační obsah nádrže Horná Studená Voda je 490 000 m³, plocha vodní hladiny je 27,6 ha, průměrná hloubka je 1,62 m (maximální hloubka je 4,4 m). Akumulační obsah nádrže Dolná Studená Voda je 195 000 m³, plocha vodní hladiny je 15,75 ha, průměrná hloubka je 1,07 m.